# Бред Уолст
Бредлі «Бред» Джейсон Волст (англ. Bradley «Brad» Jason Walst; 17 лютого 1977, Норвуд, Онтаріо, Канада) — канадський бас-гітарист і співзасновник гурту Three Days Grace.

## Життєпис
Має брата Метта, який має власний гурт My Darkest Days, а наразі став солістом гурту Three Days Grace. Невдовзі після народження Бреда родина переїхала до Торонто, Онтаріо, Канада, але через 13 років повернулася до Норвуду. Батьки Бреда захоплювались музикою, тому майбутній гітарист і його брат виросли в сильному музичному середовищі. Познайомившись з Адамом Гонтьєром, Нілом Сандерсоном, Філом Сровом і Джої Грантом, Бред організував у своєму гаражі маленьку студію, де хлопці намагалися зіграти пісні, які чули по радіо. Впливом на музичну кар'єру майбутнього музиканта послугували його батьки і Адам Гонтьєр. Саме Адам надихнув Бреда навчитися гри на бас-гітарі.
В 1992 році Адам, Ніл, Бред, Філ і Джої створили гурт Groundswell. Вони вдосконалювали свої музичні навички і створили власні пісні. В 1995 гурт випустив свій дебютний альбом в стилі пост-гранж — «Wave Of Popular Feeling». Восени 1995 року Філ і Джої покинули гурт і Groundswell розпався. Проте в 1997 році Адам, Ніл і Бред об'єдналися в новий гурт — Three Days Grace, і переїхали в Пітерборо, де виступали в різних барах, кафе і навіть на весіллях. В кінці 1997 року учасники гурту перебралися в Торонто, Канада. Невдовзі з ними зв'язався відомий продюсер Гевін Браун і запропонував попрацювати разом. Створивши гучний хіт «I Hate Everything About You», гурт підписав контракт з лейблом Jive Records. В 2000 році Three Days Grace випустив міні-альбом «Three Days Grace (demos)», що включав у себе чотири пісні.
Почавши професійну музичну кар'єру, гурт перебрався до Лонг В'ю Фарм в Північному Брукфілді, Массачусетс, США. Працюючи над альбом, хлопці відвідали багато міст і студій. Вони закінчили записувати альбом в березні 2003 року в Вудстоку, Нью-Йорк, США. 14 липня 2003 року вийшов перший сингл альбому — «I Hate Everything About You», який став одним із найкращих хітів гурту. 22 липня 2003 відбувся офіційний реліз альбому «Three Days Grace». Невдовзі до гурту приєднався Баррі Сток, що грає на електрогітарі і до тепер. Працю гурту оцінило багато людей і Three Days Grace здобув багато фанів. Справи гурту пішли вгору, вони випустили ще два сингли — «Just Like You» і «Home». Three Days Grace проводив багато концертів не тільки в Канаді і США, а й навіть відвідав в Ріо-де-Жанейро, Бразилія.
13 червня 2006 року гурт випустив свій другий альбом – «One-X». Пісні «Animal I Have Become», «Pain», «Never Too Late» і «Riot» стали синглами альбому «One-X». Випустивши альбом, Three Days Grace багато гастролював. В серпні 2008 року гурт випустив свій перший DVD з концертом в Детройті, Мічиган, США.
22 вересня 2009 року вийшов третій альбом гурту — «Life Starts Now». Чотири пісні альбому стали синглами: «Break», «The Good Life», «World So Cold» і «Lost In You».
2 жовтня 2012 року вийшов четвертий студійний альбом гурту — «Transit of Venus». Синглами стали пісні «Chalk Outline», «The High Road» і «Misery Loves My Company». 9 січня 2013 року соліст Three Days Grace — Адам Гонтьє, покинув гурт .

## Роботи
Three Days Grace:
- Three Days Grace (2003)
- One-X (2006)
- Life Starts Now (2009)
- Transit of Venus (2012)
- Human (2015)
- Outsider (2018)